# Йоган Фабріціус

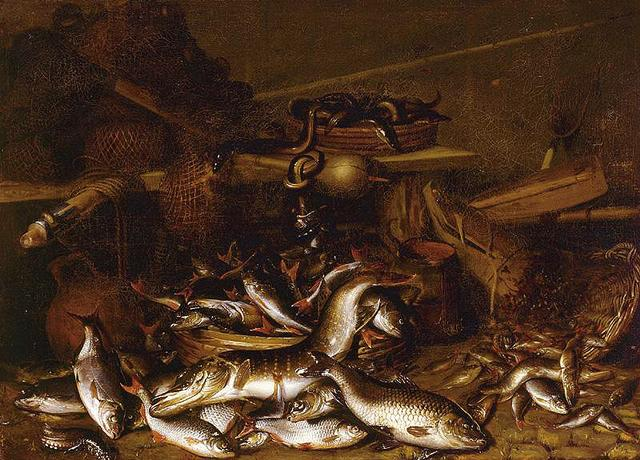
Натюрморт із рибою, вуграми та рибальською сіткою

Йоган Фабріціус (нід. Johannes Fabritius; 30 листопада 1636, Бемстер — після 1693, Горн) — нідерландський художник.

## Біографія
Йоган Фабріціус народився 30 листопада 1636 року у місті Бемстер, провінція Північна Голландія. Батько — Пітер Карелсзоон Фабріціус (Pieter Carelsz Fabritius), художник, мати — Барбетьє Барентсдохтер ван дер Маес (Barbertje Barentsdr. van der Maes). Старшими братами Йогана були художники Барент і Карел.
Йоган навчався спочатку у свого батька Пітера, а після смерті останнього у 1656 році — у брата Барента. Писав переважно натюрморти з рибою або квітами.
У 1668 році Йоган Фабріціус, на той час вже удівець, одружився вдруге з жінкою на ім'я Клаес'є Янсдохтер ван Халма (Claesje Jansdr. van Halma). Після її смерті одружився втретє з Сасі Фоппесдохтер (Sasie Foppesdr.), це сталося 1670 року.
Працював у Мідденбемстері, а 1676 року переїхав до міста Горн, востаннє згадується 1693 року, коли, імовірно, і помер.